# کلیر
کَلیر (Capparis decidua) نام درختی است بومی منطقه هرمزگان و سواحل بلوچستان در جنوب ایران، بیابان تار هند و دیگر نقاط خشک جنوب آسیا.
میوه‌های رسیده آن پوست و گوشت صورتی مایل به قرمز دارد و میوه‌های نارس آن سبزرنگ با گوشت صورتی‌رنگ است.
میوه‌های نارس کلیر دارای ۳۵٫۷۳ درصد ماده خشک، ۱۸٫۷۶ درصد پروتئین، ۵٫۹۷ درصد چربی، ۵۷٫۳۶ درصد کربوهیدرات، ۱۲٫۵ درصد فیبر خام، ۴۸ میلی‌گرم فسفر و ۵۸۰ میلی‌گرم سدیم هستند که مقدار پروتئین، چربی، کربوهیدرات، فیبر خام و فسفر آنها به ترتیب دارای رتبه‌های دوم، پنجم، دوم، اول و دوم در میان تمام میوه‌ها است.
کلیر از زیرردهٔ رزمانندها (Rosidae)، راستهٔ کلم (Brassicales)، (راسته طبقه‌بندی‌نشده یوروسیدهای ۲ (Eurosids II))، تیرهٔ کبریان (Capparaceae)، سردهٔ کبرها (Capparis) است.

## نگارخانه

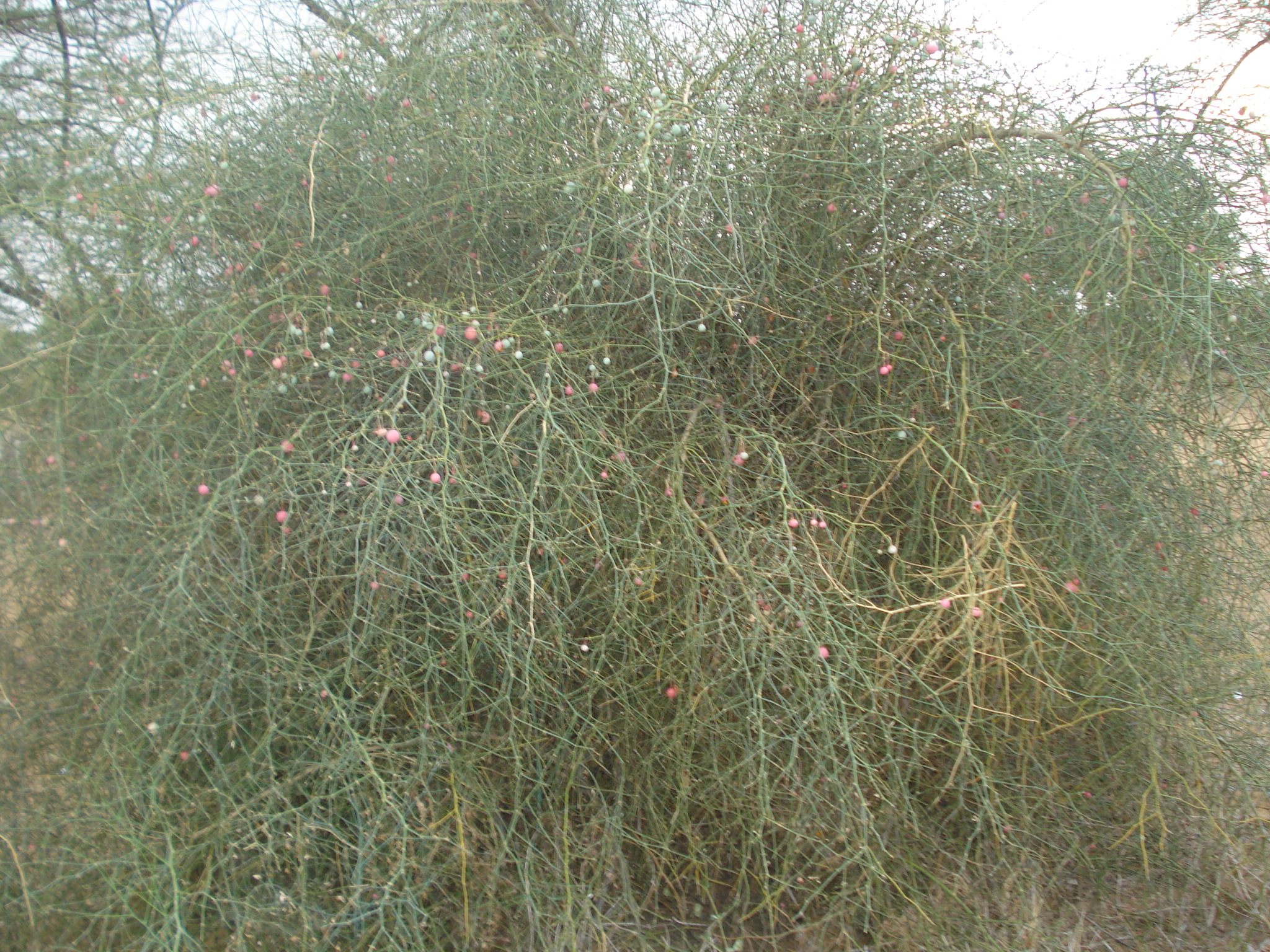
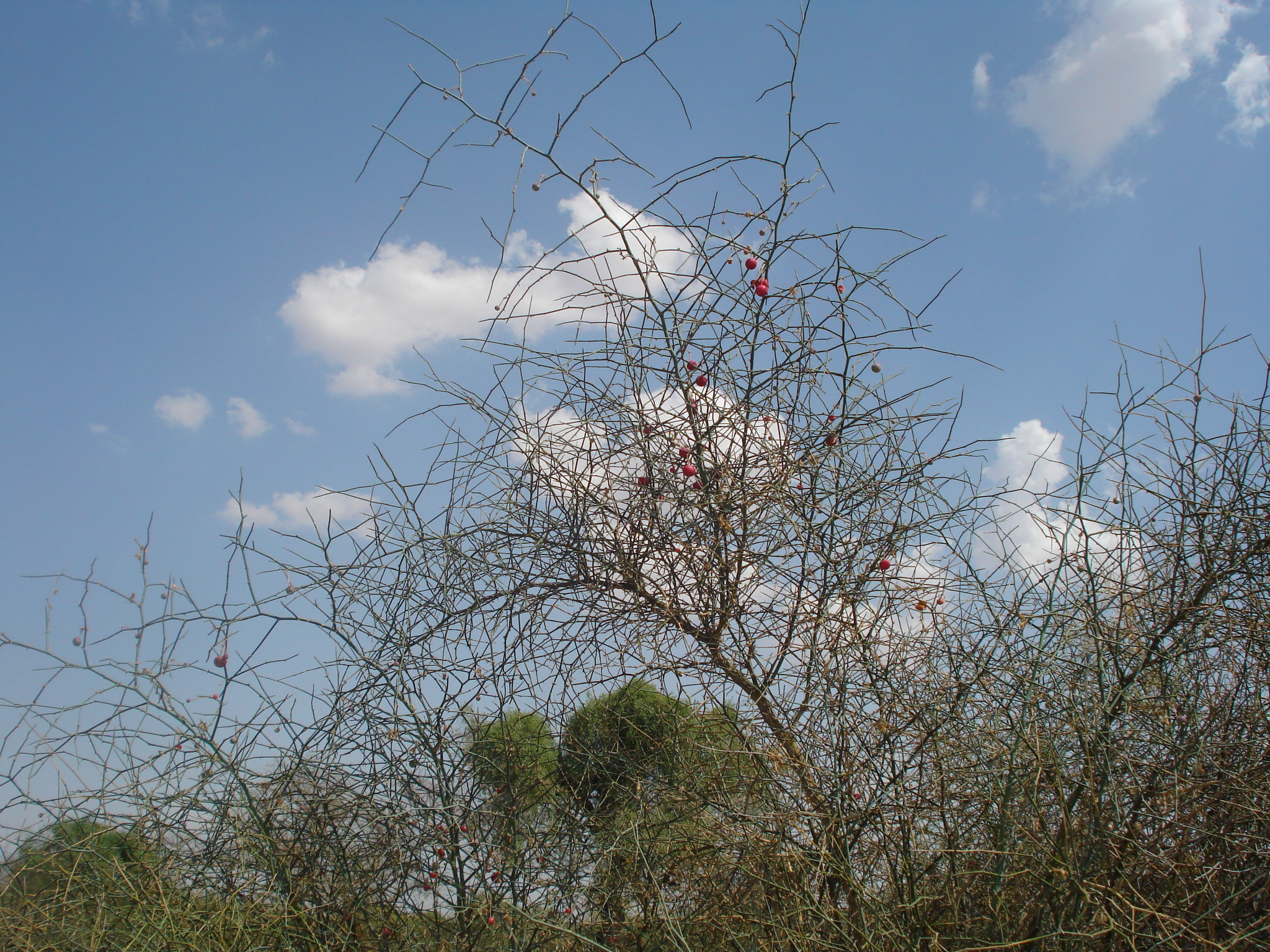
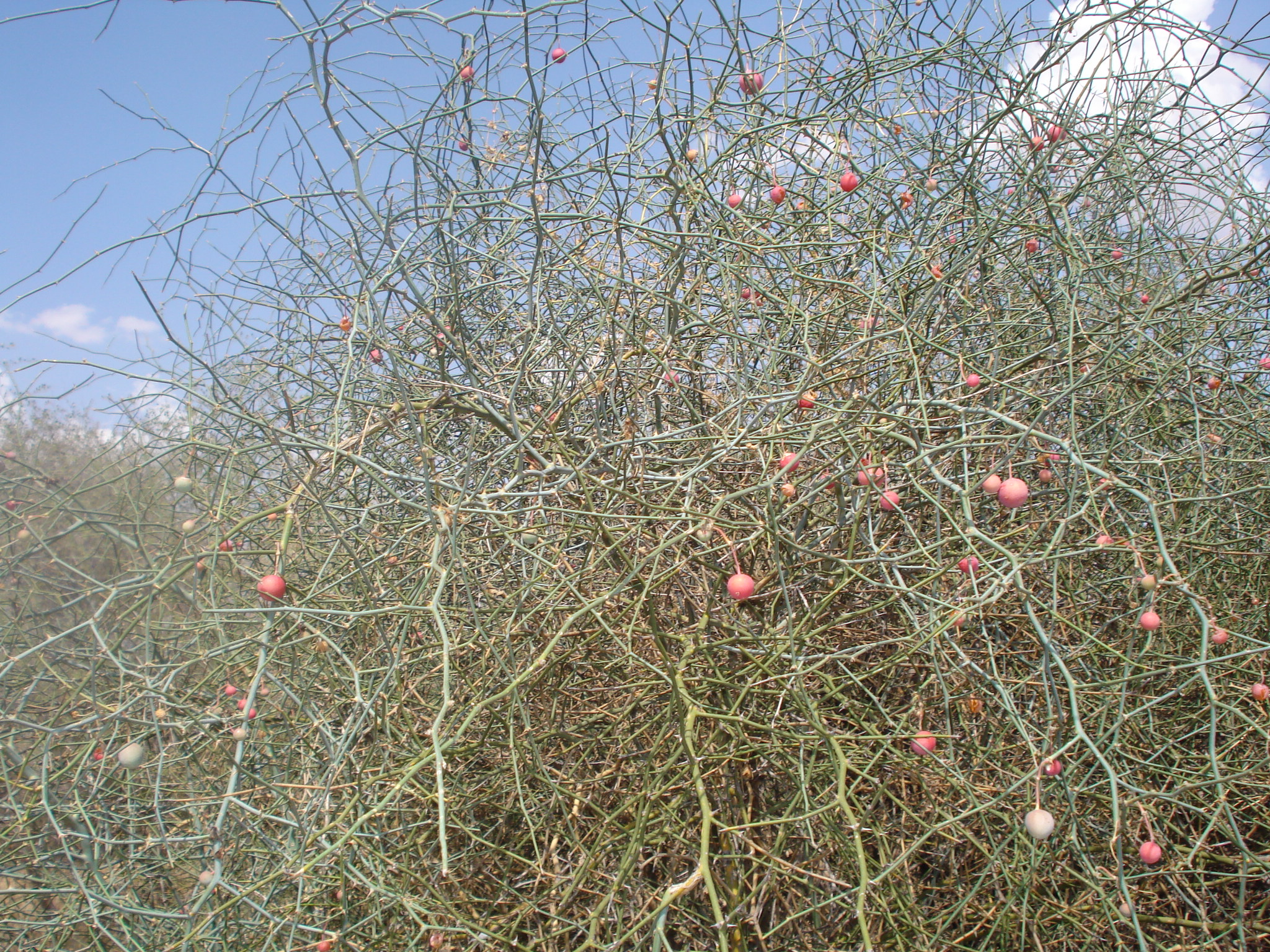
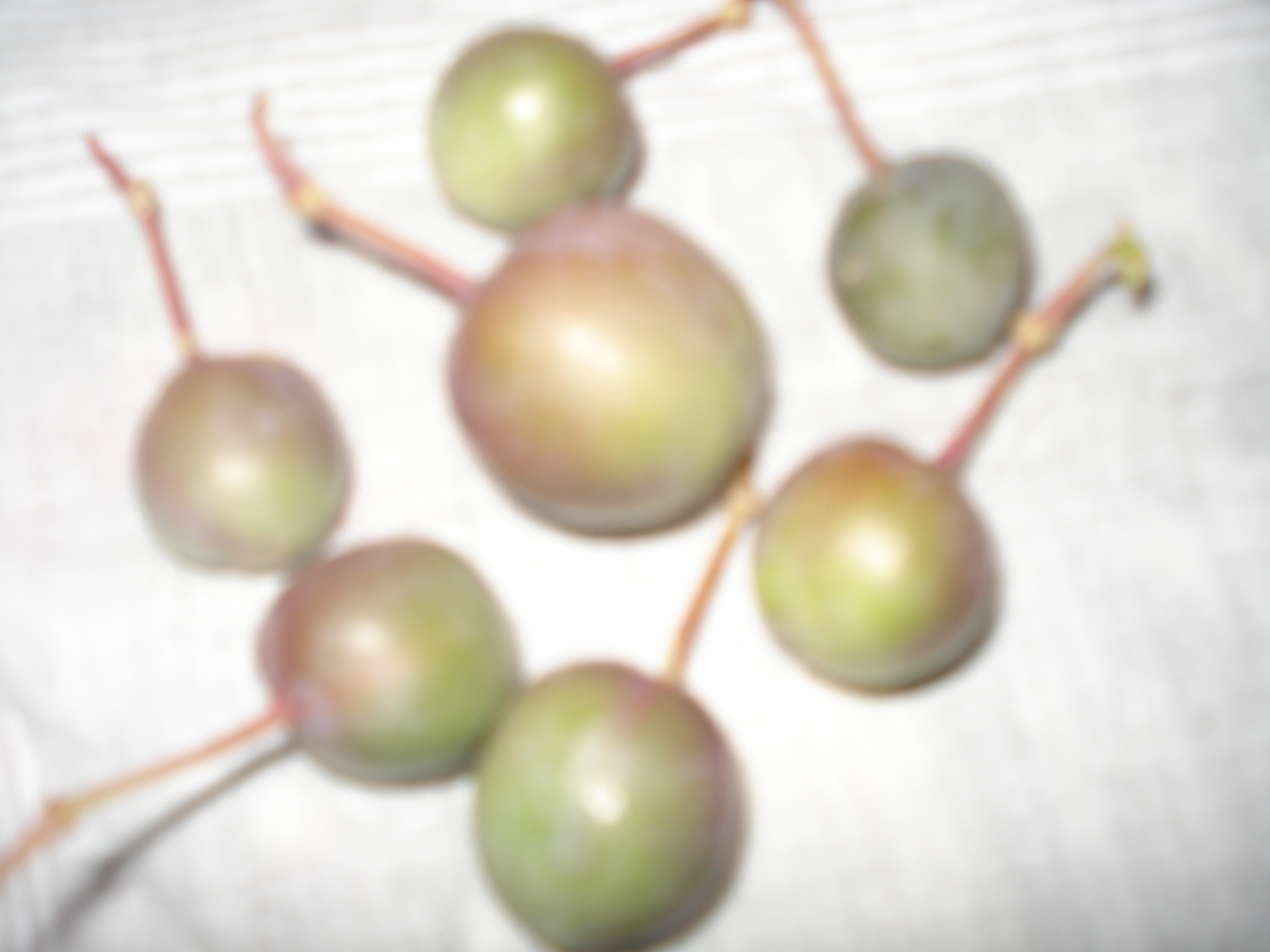
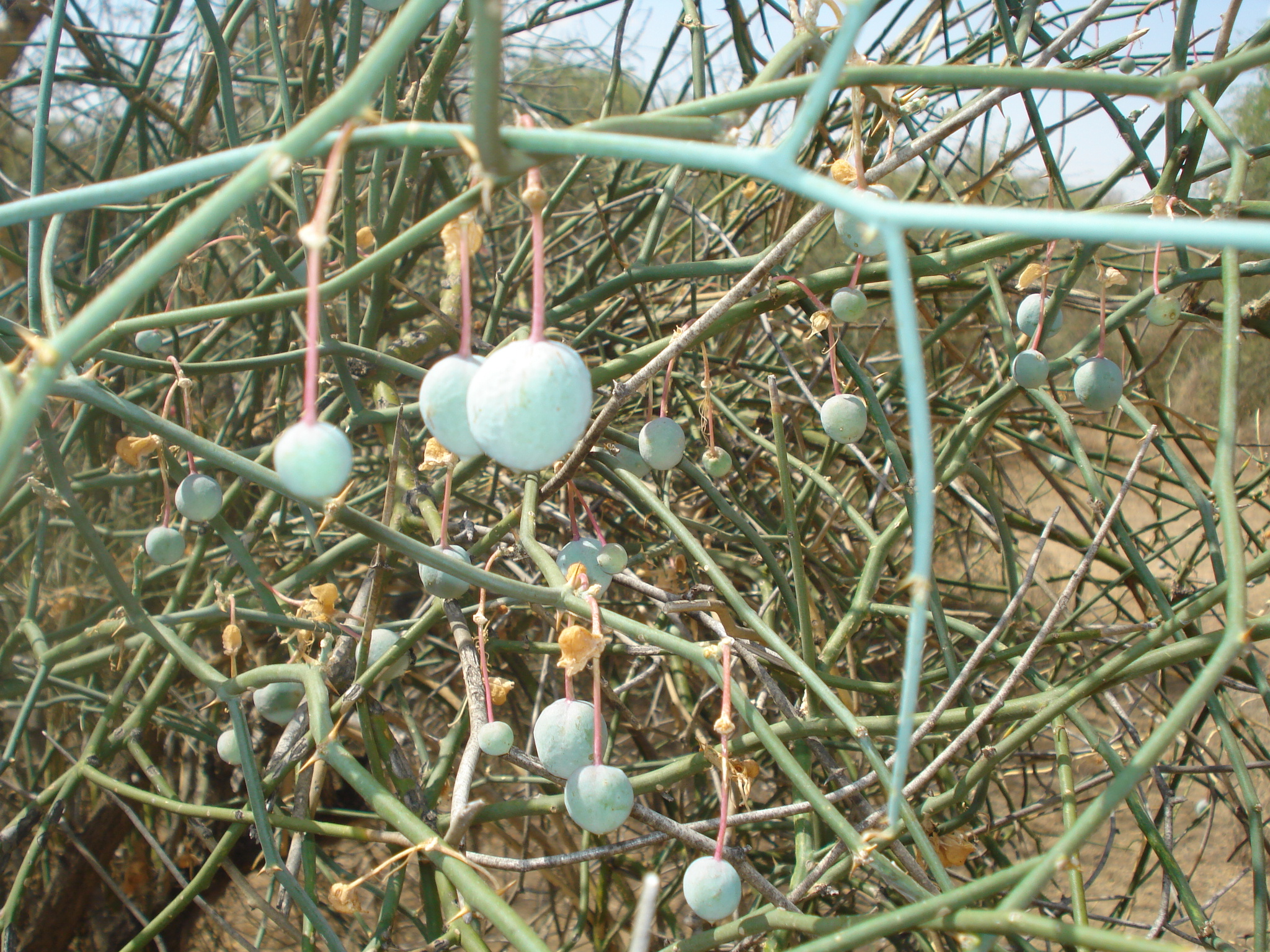
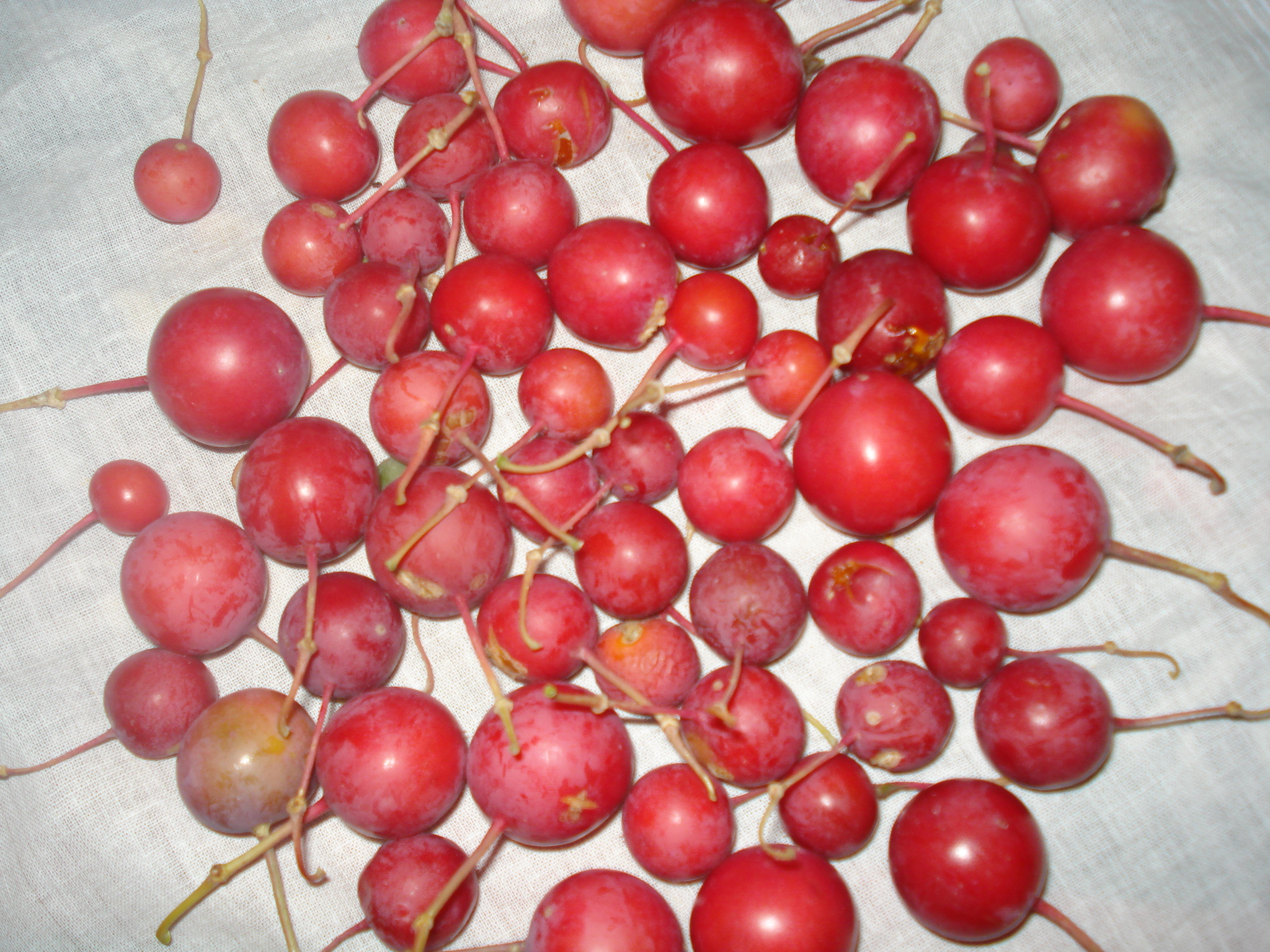
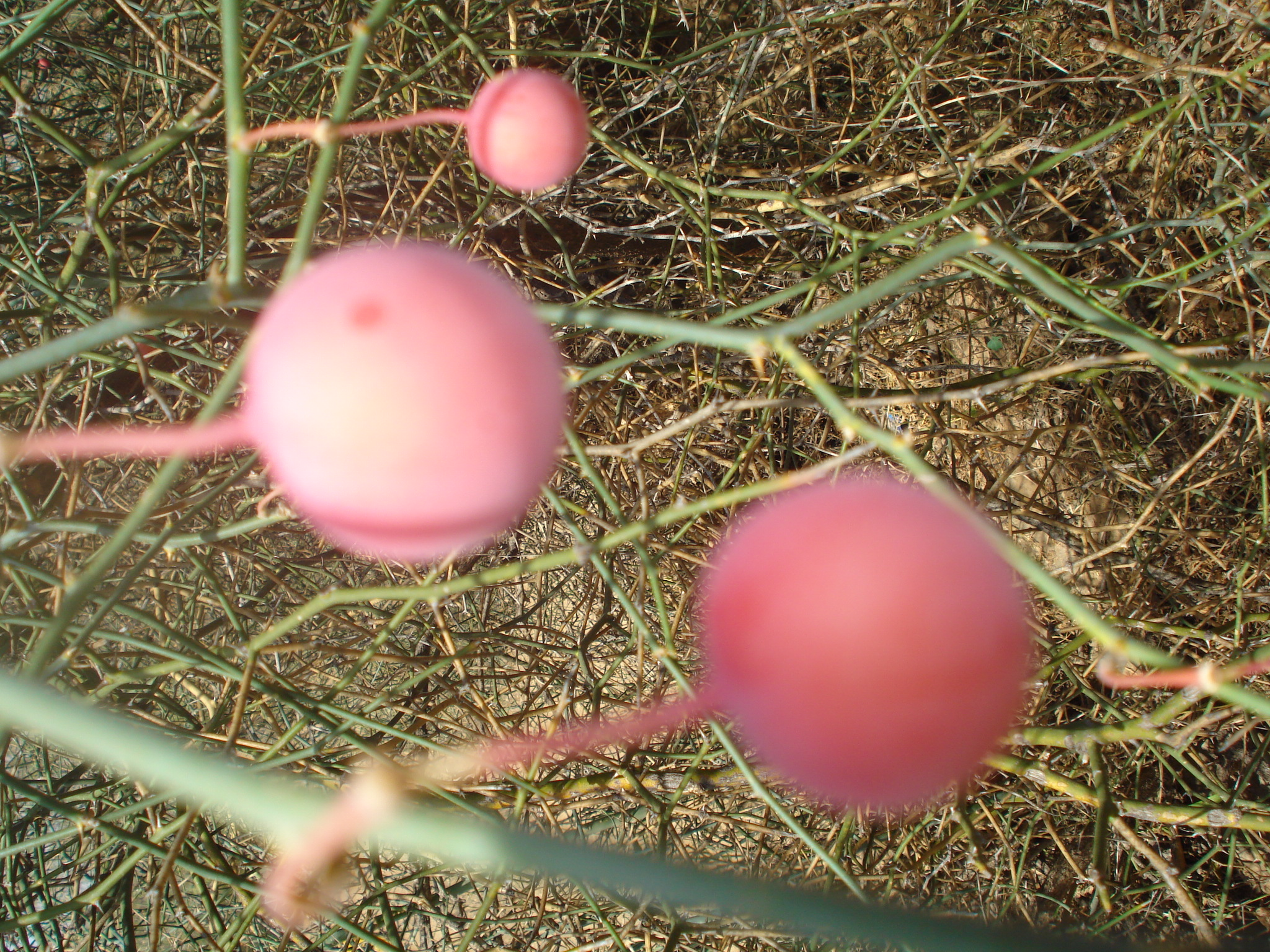